# سرژ آکاکپو
سرژ آکاکپو (انگلیسی: Serge Akakpo؛ زادهٔ ۱۵ اکتبر ۱۹۸۷) بازیکن فوتبال اهل توگو است.
از باشگاه‌هایی که در آن بازی کرده‌است می‌توان به باشگاه فوتبال ترابزون‌اسپور، باشگاه فوتبال اوسر، باشگاه فوتبال ژیلینا، باشگاه فوتبال اوورلا اوژهورود، باشگاه فوتبال آرسنال کی‌یف، باشگاه ورزشی غازی عینتاب اف.کی، و باشگاه فوتبال الازیغ‌اسپور اشاره کرد.
وی همچنین در تیم‌های ملی فوتبال زیر ۱۷ سال فرانسه، زیر ۱۹ سال فرانسه، بنین، و توگو بازی کرده‌است.